# Honeoye Falls
Honeoye Falls [ˈhʌniɔɪ] ist ein Dorf (village) im US-Bundesstaat New York. Es hat 2674 Einwohner und liegt im Monroe County an dem kleinen Fluss Honeoye Creek. Es wurde nach dessen Wasserfällen benannt.

## Geschichte
Der Ort wurde 1791 von Zebulon Norton gegründet, der hier zunächst eine Getreide- und später eine Sägemühle errichtete. Die Errichtung der Mühlen führte bald zu einem Wachstum des Ortes, der zunächst als „Norton’s Mills“ bekannt wurde. Eine Brücke über den Fluss wurde 1810 errichtet und verband die beiden Teile des Ortes, der zu dieser Zeit „West Mendon“ genannt wurde. Im März 1838 wurde der Ort offiziell als Gemeinde registriert und führte in der Folge seinen heutigen Namen.
Drei der Kirchen, die zwischen 1841 und 1874 in Honeoye Falls errichtet wurden, stehen noch heute. Um 1902 hatte der Ort etwa 1500 Einwohner und über 50 Gewerbebetriebe, darunter Banken, Einzelhandel, Telefongesellschaften und Hotels.

## Demografie
Nach der Volkszählung von 2000 waren 97,1 % der 2595 Einwohnern Weiße. 1,0 % der Bevölkerung waren Afroamerikaner, 0,8 % Asiaten und 0,2 % Ureinwohner. 0,2 % gehörten anderen und 0,7 % mehreren Rassen an.
1,0 % der Bevölkerung waren lateinamerikanischer Herkunft (Hispanics). 21,2 % waren Deutschamerikaner, 18,4 % hatten irische, 17,3 % englische und 12,5 % italienische Vorfahren.

## Persönlichkeiten
- Harry B. Sherman (1894–1974), Brigadegeneral der United States Army